# The Call of Megiddo
The Call of Megiddo – drugi album studyjny polskiej grupy muzycznej Hell-Born. Wydawnictwo ukazało się w 2002 roku nakładem wytwórni muzycznej Conquer Records. Nagrania zostały zarejestrowane w czerwcu 2002 roku w białostockim Hertz Studio.

## Lista utworów
Opracowano na podstawie materiału źródłowego.
1. „Hell-Born” – 03:59
2. „Legion Is Our Name” – 03:16
3. „We Bring the Reaper” – 03:47
4. „Scepter of the Tomblord” – 04:36
5. „The Call of Megiddo” – 04:30
6. „With the Gleam of the Eyes of Undead” – 05:14
7. „Down Below He Dwells” – 04:22
8. „Evil Dawning” – 05:14

## Twórcy
Opracowano na podstawie materiału źródłowego.
- Adam „Baal Ravenlock” Muraszko – wokal prowadzący, gitara basowa
- Leszek „Les” Dziegielewski – gitara rytmiczna, gitara prowadząca, wokal wspierający
- Jeff – gitara rytmiczna, gitara prowadząca, wokal wspierający
- Sebastian „Basti” Łuszczek – perkusja